# 전기 기관차

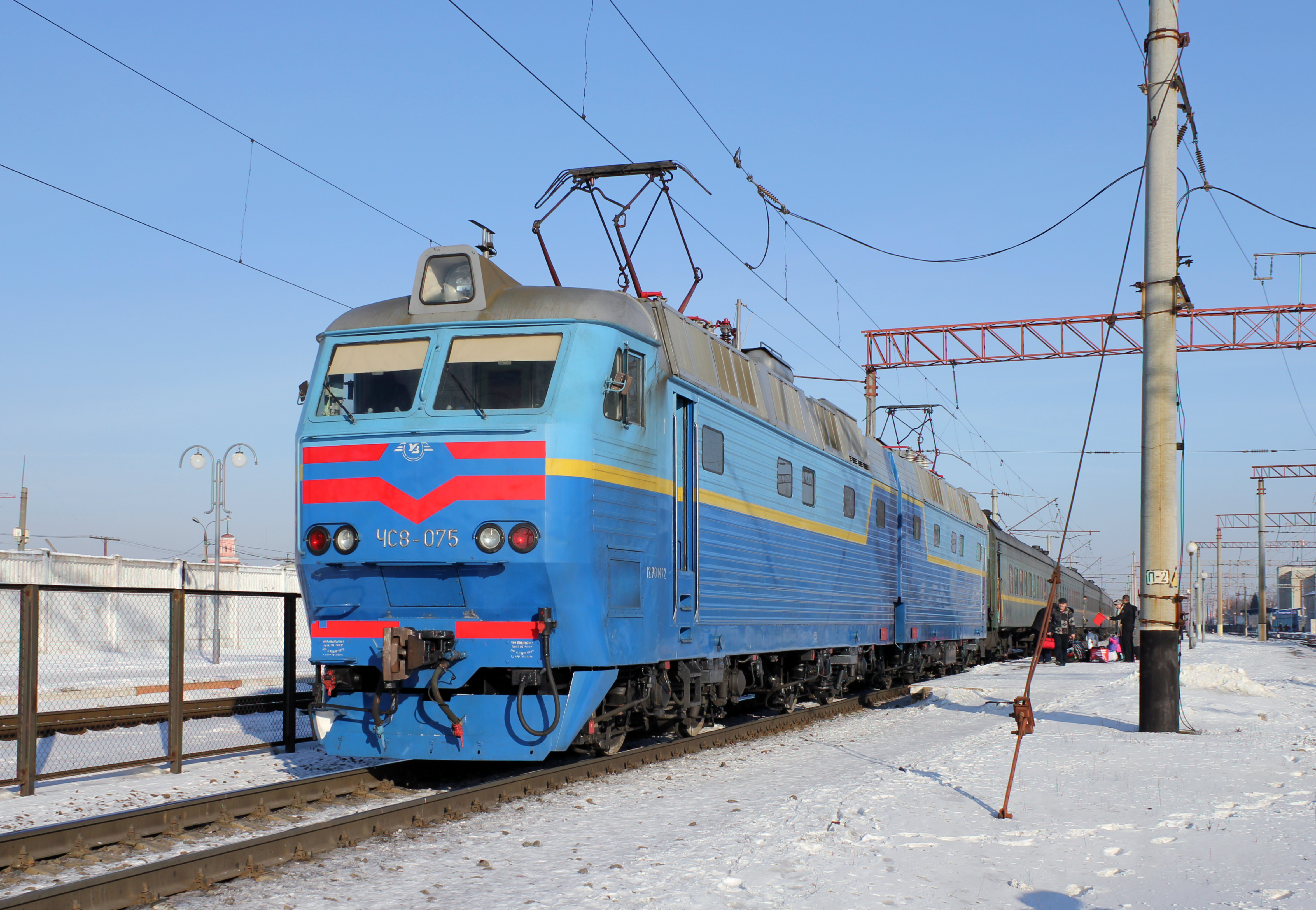

전기 기관차(電氣機關車, Electric locomotive)는 전기 모터로 구동되며 기관차 외부의 전선 또는 내부의 배터리에서 전기를 공급받는 기관차이다. 가스 터빈이나 디젤 터빈 등을 장착한 기관차는 전기 발전으로 구동되지만, 발전기와 전기 모터가 동력 전달부의 일부로 존재하기 때문에 전기 기관차로 분류하지 않는다.

## 역사
최초의 전기 기관차는 1837년, 스코틀랜드인 로버트 데이비슨에 의해서 만들어졌다. 이 전기 기관차는 갈바니전지로 움직였고, 나중에 크기가 더 큰 전기 기관차를 만든 데이비슨은 1841년에 왕립 스코틀랜드 기술 협회의 전시에 출품하면서 '갈바니'라고 불렀다. 하지만, 갈바니전지에서 공급되는 전기는 일반 철도에서 기관차를 움직이기에는 적당하지 못했다.
최초의 전기철도 노선은 1895년, 볼티모어&오하이오 철도의 볼티모어 벨트 선으로 전체 길이는 4마일이었다. 당시 세 대의 Bo'Bo' 기관차가 도입되었으며, 전철화 구간의 남쪽 끝에서는 다른 열차에 전기기관차와 객차를 모두 붙여서 운행하였다.

### 대한민국

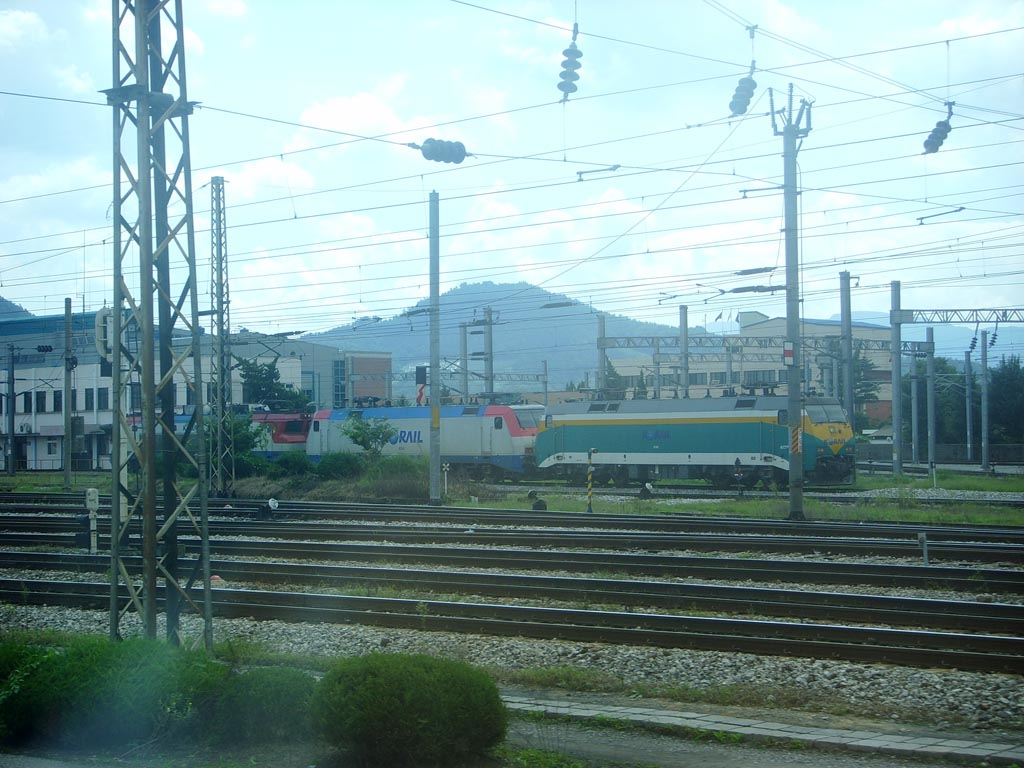
대한민국의 전기 기관차들. 좌측부터 8000호대 전기 기관차, 8200호대 전기 기관차, 8100호대 전기 기관차(8101호)

일제 강점기에 금강산선에서의 운행을 위해 데로형 전기 기관차를 일본제국에서 도입한 적이 있으나, 분단과 한국전쟁으로 금강산선에 접근할 수 없어진 관계로 철도청 소유의 차량은 모두 폐차처리하였다. 다시 한국에 전기 기관차가 들어온 것은, 1970년대에 산업 간선으로 불리는 중앙선, 태백선, 영동선의 전철화가 완료되면서 본격적으로 전기철도의 시대가 열리면서 부터다. 1970년대 태백선 전철화로 인하여 대량의 석탄 수송을 위한 목표로 50 C/S Group에서 개발하고 프랑스의 알스톰사가 제작하여 들어온 것이다.
개통 당시에는 영서, 영동지역 일대의 무연탄과 시멘트를 효율적으로 수송하기 위해서 견인력이 좋은 8000호대를 도입하였다. 1990년대에 들어서면서 충북선, 경부선, 호남선 등의 전철화가 차례로 이루어졌다. 또한 본격적인 여객 열차의 전철화를 위해 8100호대, 8200호대, 8500호대를 도입하였다. 1998년부터 8100호대가 2003년부터 8200호대가 2012년부터 8500호대가 2012년에 각각 도입되었다. 전기철도 운행구간은 2,727.1km이다.
2025년 기준으로 총 170대 한국철도공사 소속 전기 기관차가 운행되고 있다.
| 종류     | 형식명       | 사용 기간            | 생산량 | 잔존량 |
| -------- | ------------ | -------------------- | ------ | ------ |
| 8000호대 | 50 C/S Group | 1972~2017, 1986~2025 | 94     | 0      |
| 8100호대 | ES64F        | 1998~2038            | 2      | 2      |
| 8200호대 | ES64F        | 2003~2048            | 83     | 81     |
| 8500호대 |              | 2012~2054            | 87     | 87     |

## 같이 보기
- 기관차
- 디젤 기관차
- 증기 기관차